# Guanin
A guanin a DNS-ben és RNS-ben található nukleobázisok egyike, mely purinszármazék és citozinnal alkot bázispárt három hidrogénkötéssel. A guanin tautomer szerkezetű. A guanin nukleozid-neve guanozin.
A guanin fehér színű, kristályos vegyület, amely előfordul bizonyos halak pikkelyeiben, a tengeri madarak guanójában vagy emlősmájban, hasnyálmirigyben. A vegyület neve a guanóból ered, mert először a perui guanóból sikerült kivonni (1844-ben).

## Tulajdonságai
A guanin amfoter vegyület, hevítés hatására elszenesedik anélkül, hogy megolvadna. Vízben csak kismértékben oldódik. Amfoter tulajdonsága miatt a savak és a lúgok a víznél jobban oldják, ekkor sók képződnek. Röntgendiffrakciós vizsgálatok szerint guanin aminocsoportot tartalmaz, de hidroxilcsoportot nem. Tehát nem laktim, hanem laktám szerkezetű.